# Caetano Lima dos Santos
Caetano Lima dos Santos, OFMcap, nascido Antônio Lima dos Santos (Conde, 26 de outubro de 1916 - Governador Valadares, 11 de novembro de 2014) foi um bispo católico, titular da Diocese de Ilhéus, que deixou o ministério e contraiu matrimônio.

## Biografia
O professor Lima nasceu no ano de 1916 em Altamira, distrito de Conde (BA). Era doutor em Filosofia pela Pontifícia Universidade Gregoriana de Roma, além do doutorado em Teologia na Ordem dos Frades Capuchinhos no Collegio Internazionale S. Lorenzo da Brin-disi, em Roma.
Foi nomeado pelo Papa Pio XII como bispo de Ilhéus em 16 de abril de 1958 e recebeu a ordenação episcopal no 10 de agosto seguinte, na Igreja de Nossa Senhora da Piedade, em Salvador, do cardeal-arcebispo Augusto Álvaro da Silva; os principais co-consagradores foram Dom José Terceiro de Sousa, Bispo de Penedo, e Dom José Alves de Sá Trindade, Bispo de Montes Claros.
Dom Frei Caetano participou das quatro sessões do Concílio Vaticano II. O Papa Paulo VI aceitou sua renúncia antecipada a sé de Ilhéus em 19 de dezembro de 1969, sendo nomeado Bispo Titular de Tagarbala. Contudo, no ano seguinte, renunciou a sé titular e ao sacerdócio.
Ainda bispo, conheceu a freira Maria Vilas Boas de Almeida, e se apaixonaram. Retornou ao estado laical e se casou com Maria; com a permissão do papa, obteve autorização para se casar também na Igreja Católica.
Fundou em 1976 juntamente com sua esposa Maria Villas Boas Almeida, uma escola da rede Fisk em Governador Valadares, bem como a Fundação MariAn, destinada à capacitação de trabalhadores domésticos. Foi cofundador da Universidade de Direito de Ilhéus e professor de Filosofia na Faculdade de Direito do Vale do Rio Doce (FADIVALE).
Era membro da Academia Valadarense de Letras e da Academia de Letras de Ilhéus, esta última fundada por ele quando bispo. Além de escritor e conferencista, era poliglota e tradutor de obras em língua inglesa, latim e língua italiana. Por mais de trinta anos, foi colunista do Diário do Rio Doce. Recebeu a cidadania honorária valadarense.
Antônio Lima dos Santos faleceu devido a um câncer no pulmão.

## Ordenações episcopais
Dom Caetano foi concelebrante da ordenação episcopal de:
- Dom Climério Almeida de Andrade;[2]
- Dom Filipo Tiago Broers, OFM.[2]

## Obras
- Dom Eduardo José Herbehold, OFM – Segundo Bispo de Ilhéus: poema e documentário (1967);
- Rumo À Felicidade Através da Yoga (1989);
- O Sucesso Através do Desenvolvimento Integral da Personalidade (1992);
- Sugestões e Apelos para uma Vida em Plenitude (1994);
- Filosofando com o mestre: Rumo a Verdade e a Felicidade (2000);
- Jesus o verbo encarnado: Reflexões catequéticas sobre a vida de Jesus (2013)
- O Santo Rosário e suas glórias;
- Santo Sudário: Um desafio à Ciência e A Fé;
- Padre Pio